# Hotel Hell
Hotel Hell é uma série de televisão estadunidense criada, apresentada e narrada por Gordon Ramsay que estreou no canal Fox em 13 de agosto de 2012. É o quarto programa que Ramsay desenvolveu para a Fox. A primeira temporada da série contém seis episódios, sendo o último exibido no dia 3 de setembro de 2012. Em 31 de agosto de 2012, o canal americano renovou Hotel Hell para uma segunda temporada, que estreou no dia 21 de julho de 2014.

## A série
O programa mostra Ramsay visitando vários estabelecimentos de hospedagens que estão à beira da falência nos Estados Unidos, Ramsay por sua vez, irá dar dicas e tentar resolver os problemas encontrados nesses locais. Hotel Hell segue a linha de outros realities também apresentados por Gordon, como Ramsay's Kitchen Nightmares e a versão americana, Kitchen Nightmares.

## Exibição
| Temporada | Temporada | Episódios | Data                 | Data                  |
| Temporada | Temporada | Episódios | Estreia da temporada | Final da temporada    |
| --------- | --------- | --------- | -------------------- | --------------------- |
|           | 1         | 6         | 13 de agosto de 2012 | 3 de setembro de 2012 |
|           | 2         | 8         | 21 de julho de 2014  | 9 de setembro de 2014 |

### Primeira temporada (2012)
| # | # | Título                       | Cidade                  | Exibição original     | Produção | Audiência |
| --- | - | ---------------------------- | ----------------------- | --------------------- | -------- | --------- |
| 1 | 1 | "Juniper Hill Inn, Part One" | Windsor (Vermont)       | 13 de agosto de 2012  | HOT-104  | 5.12      |
| Ramsay visita um hotel histórico da cidade, onde os moradores dizem que não gostam de frequentar pois acham que os donos são extremamente arrogantes e "superiores" de certa maneira. Robert, o dono do hotel, impressiona Ramsay, mas o quarto que lhe deu para ficar tem cheiro de esgoto, devido a problemas no encanamento que nunca foram resolvidos. O restaurante do Juniper Hill Inn não somente tem comida a preços abusivos para um restaurante gourmet, como também a comida não é devidamente preparada. Os funcionários do hotel contam que não são pagos pelo seu trabalho, e quando são, recebem apenas uma fração do dinheiro que lhe é devido. Ramsay, em seguida, descobre que Robert e seu namorado, o co-proprietário Ari, trazem seus amigos para o hotel para ficar, comer e beber de graça, sem deixar uma gorjeta. Quando eles deixam uma gorjeta, Robert pega o dinheiro para si mesmo. Um funcionário, em seguida, mostra quatro Containers cheios de antiguidades e produtos de colecionador, incluindo o porão e o escritório de Robert. O clima esquenta quando Ramsay vai ao ônibus de cem mil dólares de Robert para ele dar uma razão para ter tantas coisas inúteis e o episódio termina em Cliffhanger. |   |                              |                         |                       |          |           |
| 2 | 2 | "Juniper Hill Inn, Part Two" | Windsor (Vermont)       | 14 de agosto de 2012  | HOT-105  | 5.09      |
| Ramsay, primeiramente pensando que o Juniper Hill Inn era uma causa perdida, retorna com uma avaliadora para determinar o valor da coleção de antiguidades de Robert, que descobre que a maioria das pinturas originais são na verdade reproduções e as antiguidades não são valiosas. Robert, percebendo seus erros, pede desculpas a sua equipe. Ramsay agrava ainda mais a situação quando ele traz antigos hóspedes deste hotel para avaliar sua qualidade, irritando Ari. Isso leva a remodelação do hotel e relançamento. Ramsay convida os moradores da cidade a se encontrarem no hotel. A única mudança nos quartos foi a reparação do problema de encanamento. |   |                              |                         |                       |          |           |
| 3 | 3 | "Cambridge Hotel"            | Cambridge (Nova Iorque) | 20 de agosto de 2012  | HOT-101  | 5.17      |
| Ramsay tenta salvar o hotel conhecido por criar uma torta de maçã na década de 1890. Apesar dos esforços de Ramsay, o hotel fechou antes do episódio ir ao ar, devido a uma decisão do banco credor. |   |                              |                         |                       |          |           |
| 4 | 4 | "The Keating Hotel"          | San Diego (California)  | 27 de agosto de 2012  | HOT-102  | 5.90      |
| 5 | 5 | "River Rock Inn"             | Milford (Pensilvânia)   | 3 de setembro de 2012 | HOT-103  | 4.51      |
| 6 | 6 | "Roosevelt Hotel"            | Coeur d'Alene (Idaho)   | 3 de setembro de 2012 | HOT-106  | 4.30      |

### Segunda temporada (2014)
| # | # | Título                  | Cidade                   | Exibição original   | Produção | Audiência |
| - | - | ----------------------- | ------------------------ | ------------------- | -------- | --------- |
| 7 | 1 | "Meson De Mesilla"      | Las Cruces (Novo México) | 21 de julho de 2014 | HOT-201  | 3.99      |
| 8 | 2 | "Monticello Hotel"      | Longview (Washington)    | 28 de julho de 2014 | HOT-202  | N/A       |
| 9 | 3 | "Applegate River Lodge" | Applegate (Oregon)       | 4 de agosto de 2014 | HOT-203  | N/A       |